# Den Rooy
Den Rooy is een natuurgebied bij de Belgische plaats Meerle in de gemeente Hoogstraten. Het gebied is 42 hectare groot en is sinds eind 2014 in bezit en beheer bij Natuurpunt.

## Beschrijving
Het natuurgebied bestaat uit relicten van hoogveen en bossen en is nog vrij intact. Het vormt een belangrijke verbinding tussen grote natuurgebieden in België en Nederland.

## Geschiedenis
De Gentse industrieel Jean-Baptiste Voortman kocht in 1847 in totaal 2000 hectare braakliggende heideterreinen in en rondom Meerle aan waaronder ook Den Rooy. Hij zette deze terreinen met het oog op rendement om in akkers, bos en weiland. Eind 2014 werd het gebied aangekocht door Natuurpunt. Na de aankoop door Natuurpunt werd het gebied in de loop van 2015 voor het eerst in 167 jaar opengesteld voor wandelaars en recreanten. De financiering van het gebied wordt deels ingevuld door een fondsenwervingsactie van Natuurpunt in 2015.
Hoewel het gebied in vrij intacte staat was bij de aankoop, waren toch enkele ingrepen nodig op het terrein om voornamelijk de hoogveenrelicten te behouden. Deze werden bedreigd door aanwezigheid van uitheemse invasieve soorten zoals Amerikaanse vogelkers en Pontische rododendron die weinig of geen meerwaarde voor de aanwezige natuur opleverden. Daarnaast werd ook het bos uitgedund om inheemse bomen meer licht te geven. Het doel van deze ingrepen was om tot een lichter en natuurlijker bos te komen waardoor onder ander het bont dikkopje een beter habitat in het gebied zou vinden. Nadat deze ingrepen uitgevoerd werden door vrijwilligers van Natuurpunt samen met de professionele ploeg van de organisatie werd een toekomstplan opgesteld. Het doel van dit plan is om zowel de natuur te beschermen alsook het gebied toegankelijk te maken voor wandelaars.

## Flora
In Den Rooy komen onder andere dalkruid, salomonszegel, zwarte bes, dotterbloem, gagel, veenpluis en dopheide voor.

## Fauna
In Den Rooy komt een populatie van het bont dikkopje voor alsook verscheidene grote bosmierkoepels en de zwarte specht.